# Ruellia simplex

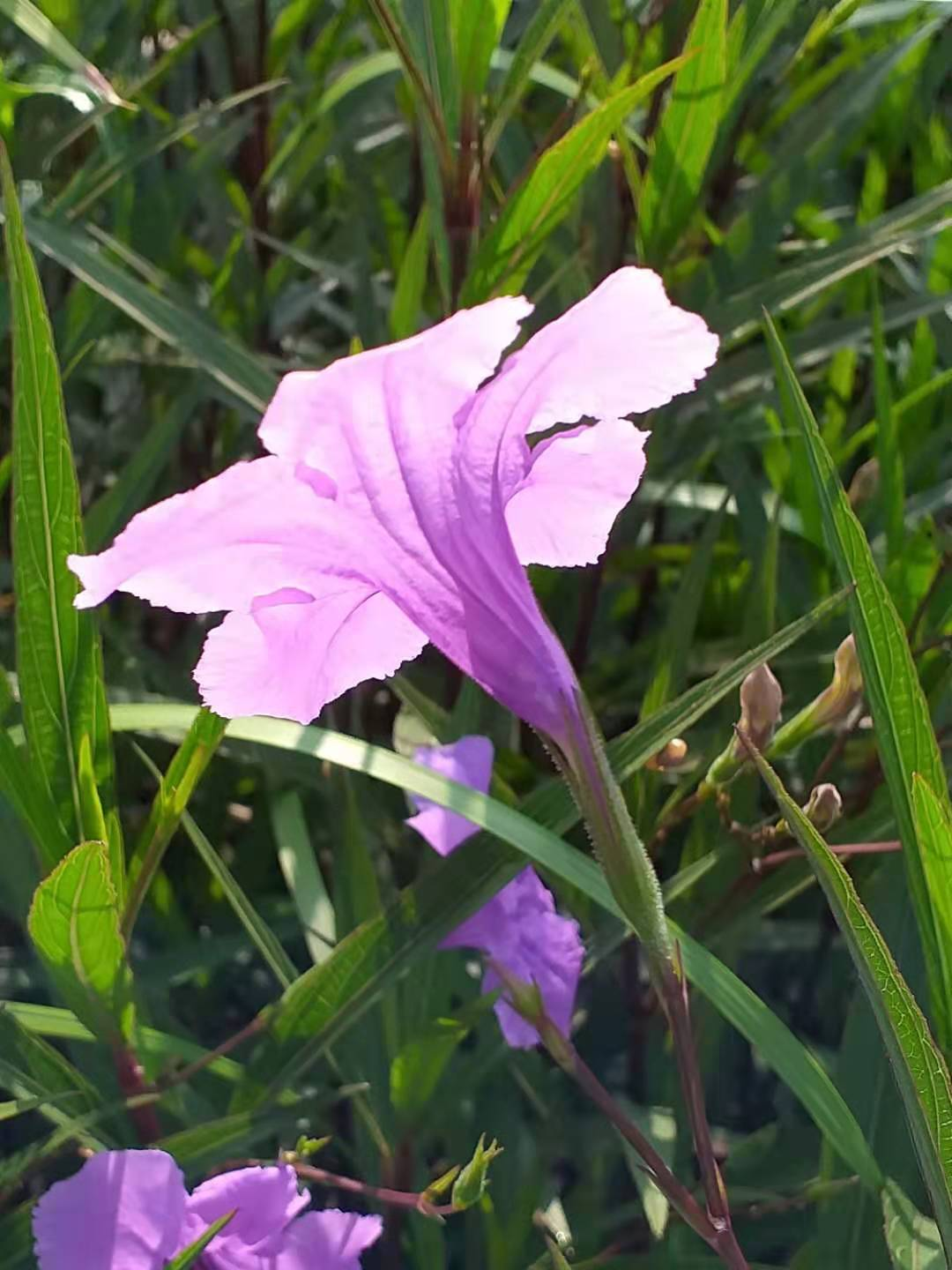
Ruellia simplex

Ruellia simplex (petunia silvestre de Britton, petunia mejicana, campanita mejicana) es una especie de planta con flores de la familia Acanthaceae. Es nativa de México, el Caribe y Sudamérica. Se ha convertido en una  planta invasora en Florida, donde probablemente se introdujo como  ornamental antes de 1933.

## Descripción
Ruellia simplex es una especie perenne que llega a crecer hasta 0,90 m de altura, formando colonias de tallos con hojas en forma de lanza que 15 a 30 cm y 0,5 0,75 cm de ancho. Las flores en forma de trompeta son de azul metálico a púrpura, con cinco pétalos, y de 7,6 cm de ancho. Hay una variedad enana que de solo 0,30 m de altura.

## Taxonomía y sinónimos
"Ruellia simplex C.Wright" es el nombre más viejo y aceptado para esta especie, que ha sido llamada también Ruellia angustifolia, Ruellia brittoniana Leonard, y Cryphiacanthus angustifolius, entre varios sinónimos. El género es nombrado por el botánico francés Jean Ruel, mientras que el nombre específico se refiere a las hojas simples, no compuestas.